# Stan Getz
Stanley Getz (Filadèlfia, Pennsilvània, 2 de febrer, 1927 - Malibú, Califòrnia, 6 de juny, 1991), Stan Getz, va ser un saxofonista estatunidenc de jazz.
Considerat com un dels més importants tenors del jazz, va ser conegut per l'àlies de The Sound ("El So") a causa del seu to càlid i líric, apreciable en temes com la seva versió de Garota de Ipanema. La primera influència de Getz va ser el to lleuger i suau de Lester Young.

## Discografia parcial
- West Coast Jazz (1955)
- Hamp and Getz (1955)
- The Steamer (1956)
- For Musicians Only (1956)
- Stan Getz And The Oscar Peterson Trio (1957)
- At The Opera House (1957)
- Getz Meets Mulligan In Hi-Fi (1957)
- Focus (1961)
- Jazz Samba (1962), remasteritzat en 1997
- Stan Getz With Calç Tjader (1963)
- Stan Getz And Luiz Bonfa Jazz Samba encore! (1963)
- Getz/Gilberto (1963), guanyador de dos premis Grammy.
- Getz/Gilberto #2 (1964)
- Getz Au-Go-Go (1964)
- Stan Getz & Bill Evans (1964)
- Sweet Rain (1967)
- Captain Marvel (1972)
- The Best Of Two Worlds (1976)
- The Peacocks (album) (1977)
- Serenity (album)|Serenity (1991)
- People Time (1991), amb Kenny Barron.
- Bossas & Ballads - The Lost Sessions (2003), gravat en 1989, encara que no va sortir a la llum fins a 2003.